# Anelytra punctata
Anelytra punctata är en insektsart som beskrevs av Ludwig Redtenbacher 1891. Anelytra punctata ingår i släktet Anelytra och familjen vårtbitare. Inga underarter finns listade i Catalogue of Life.